# Flughafen Dakhla

i7
```
   
i7.2
```

i11
i13
Der Flughafen Dakhla (arabisch مطار الداخلة, französisch Aéroport Dakhla, IATA-Code: VIL, ICAO-Code: GSVO/GMMH) ist ein Flughafen in der Westsahara, einem von Marokko annektierten Gebiet. Er liegt drei Kilometer nördlich der Innenstadt von ad-Dakhla.
Aufgrund der besonderen politischen Situation in der Westsahara wird dieser Flughafen im marokkanischen Luftfahrthandbuch als GMMH und im spanischen Luftfahrthandbuch als GSVO geführt.

## Fluggesellschaften
Der Flughafen wird mit Stand 2023 von Royal Air Maroc, Binter Canarias und Transavia angeflogen.